# 愛西市消防本部
愛西市消防本部（あいさいししょうぼうほんぶ）は、愛西市の消防部局（消防本部）。

## 管内の現況
管内の人口 - 63,015人
2019年（令和元年）8月1日現在
管内の世帯数 - 23,420世帯
2019年（令和元年）8月1日現在
管内の面積 - 66.70 km2
2018年（平成30年）10月1日現在

## 沿革
- 2005年（平成17年）4月1日 - 佐織町、佐屋町、八開村、立田村が合併し、愛西市が発足。それに伴い、愛西市消防本部が発足する。
- 2013年4月　海部地方消防指令センターを弥富市役所十四山支所内にて共同運用開始。
- 2025年度を目処に名古屋市消防局に通信指令業務を委託の予定[1]。

## 組織
消防職員の数は2019年（平成31年）4月1日現在、103人である。
- 消防長
  - 消防次長
    - 総務課
      - 庶務係
      - 消防団係

    - 予防課
      - 予防係
      - 指導広報係
      - 危険物係

    - 消防署
      - 消防課
      - 警備第1課
      - 警備第2課
      - 警備第3課
      - 分署

## 消防指令センター
海部東部消防組合は、津島市、蟹江町、海部南部消防組合、愛西市とともに海部地方消防指令センターを共同運用している。2025年4月から海部地方消防指令センターの業務は名古屋市の防災指令センターに集約される予定になっている。